# Autorretrato de Sofonisba Anguissola
Autorretrato de Sofonisba Anguissola es una pintura al óleo sobre tabla, de pequeño tamaño, firmada y datada en 1554.

## Historia
En el siglo XIX este retrato estaba expuesto en la Galería Belvedere de Viena. Se sabía que era obra de Sofonisba Anguissola y se pensó inicialmente que se trataría de un retrato de la infanta Isabel Clara Eugenia que se había casado con su primo, el archiduque Alberto de Austria y por ese motivo el retrato se encontraba en Viena. De este parecer era también Flavio Caroli. Pero Adolfo Venturi en 1885 citó una carta, escrita por el padre de Sofonisba Anguissola al duque de Ferrara Hércules II de Este y datada en marzo de 1556, acompañando a un autorretrato de Sofonisba (que estaba destinado a la hija del duque, Lucrecia) y una Cleopatra, dibujada por Miguel Ángel, que se identifica con una hoja conservada en Florencia en la casa Buonarroti. Adolfo Venturi también recordó que el cardenal Alejandro de Este en 1603-1604 había enviado varios cuadros de su propiedad como regalo al emperador del Sacro Imperio Romano Germánico Rodolfo II. La hipótesis de Venturi de que este cuadro formara parte del regalo del cardenal fue aceptada por la crítica, aunque no existe un inventario de los cuadros regalados a Rodolfo II.

## Descripción
Sencillez y modestia inspiran este retrato, el primer autorretrato conocido de Sofonisba Anguissola. No lleva joyas: es una joven casta, bien educada y virtuosa. Una nota de feminidad se escapa en el pequeño rizo que cae sobre la oreja. El naturalismo, inspirado por Leonardo da Vinci durante su estancia en Milán, se difundió por Lombardía, interesó a Lorenzo Lotto y acabó en los retratos de Sofonisba Anguissola. Los ojos claros y saltones crean un diálogo con el espectador. La mirada es franca, el mentón voluntarioso, el peinado austero, el vestido modesto. La fecha es anterior solo un año, respecto a la Partida de ajedrez; pero a simple vista esta obra parece pertenecer a una fase artística mucho más inmadura. Ciertas imperfecciones se deben también a una antigua limpieza, demasiado enérgica, que eliminó las veladuras. El padre mismo, al enviarlo como regalo al duque Hércules de Este, se disculpa en la carta adjunta por ciertas inexactitudes, debido a que el retrato se hizo mirándose al espejo: de hecho, la mano parece levemente deformada. Sofonisba lleva el mismo peinado y expresión que Autorretrato a la espineta, conservado en Nápoles.

## Otros proyectos
- Wikimedia Commons contiene immagini o altri file su Autoritratto (Sofonisba Anguissola)

- Datos: Q23009835
- Multimedia: Self-portrait (Sofonisba Anguissola - Kunsthistorisches Museum) / Q23009835